# FBI : Fausses blondes infiltrées
Pour les articles homonymes, voir FBI (homonymie).
Pour plus de détails, voir Fiche technique et Distribution.
FBI : Fausses blondes infiltrées ou Drôles de blondes au Québec (White Chicks) est une comédie américaine réalisée par Keenen Ivory Wayans, sortie en 2004.

## Synopsis
Kevin et Marcus Copeland sont des agents du FBI, tout comme Gomez et Harper, qui sont leurs concurrents. Les agents Copeland ont raté plusieurs missions et ont même attrapé la mauvaise racaille. Un jour ils demandent au chef de prendre l'affaire sur la tentative d'enlèvement des sœurs Wilson, les héritières de la fortune Wilson. Ils sont chargés de les accompagner aux Hamptons ainsi que de les suivre pour s'assurer de leur sécurité. Malheureusement, ils rencontrent un petit accident en route et les sœurs refusent de se rendre aux Hamptons avec une lèvre et un nez égratignés. Les agents Copeland décident alors de se faire passer pour les sœurs Wilson grâce à un grimage.

## Fiche technique
- Titre français : FBI : Fausses blondes infiltrées
- Titre original : White Chicks
- Titre québécois : Drôles de blondes
- Réalisation : Keenen Ivory Wayans
- Scénario : Keenen Ivory Wayans, Shawn Wayans, Marlon Wayans, Andy McElfresh, Michael Anthony Snowden & Xavier Cook
- Musique : Teddy Castellucci
- Photographie : Steven Bernstein (en)
- Montage : Jeff Gourson (en) & Stuart H. Pappé
- Production : Keenen Ivory Wayans, Shawn Wayans, Marlon Wayans, Rick Alvarez & Lee R. Mayes
- Sociétés de production : Revolution Studios, Wayans Bros. Entertainment, Gone North Productions & Wayans Alvarez Productions
- Société de distribution : Columbia Pictures
- Pays d'origine :  États-Unis
- Langue originale : anglais
- Format : couleur - DTS - Dolby Digital - SDDS - 35 mm - 1,85:1
- Genre : comédie
- Durée : 109 min
- Dates de sortie :  
  - États-Unis : 23 juin 2004
  - France : 20 octobre 2004

## Distribution
- Shawn Wayans (VF : Diouc Koma ; VQ : Louis-Philippe Dandenault) : Kevin Copeland
- Marlon Wayans (VF : Lucien Jean-Baptiste ; VQ : François Godin) : Marcus Copeland
- Busy Philipps (VF : Agnès Manoury ; VQ : Geneviève Désilets) : Karen Googlestein
- Jessica Cauffiel (VF : Caroline Lallau ; VQ : Éveline Gélinas) : Tori
- Jennifer Carpenter (VF : Élodie Ben ; VQ : Catherine Hamann) : Lisa
- Lochlyn Munro (VF : Luc Boulad ; VQ : Marc-André Bélanger) : Agent Jake Harper
- Eddie Velez (VF : Patrick Mancini ; VQ : Paul Sarrasin) : Agent Vincent Gomez
- Terry Crews (VF : Bruno Dubernat ; VQ : Pierre Chagnon) : Latrell Spencer
- Frankie Faison (VF : Emil Abossolo-Mbo : VQ : Yves Corbeil) : Chef Elliott Gordon
- Brittany Daniel (VF : Karine Foviau ; VQ : Charlotte Bernard) : Megan Vandergeld
- Jaime King (VF : Déborah Cohen Tanugi ; VQ : Catherine Bonneau) : Heather Vandergeld
- Faune Chambers Watkins (VF : Fily Keita ; VQ : Aline Pinsonneault) : Gina Copeland
- John Heard (VF : Bernard Lanneau ; VQ : Jacques Lavallée) : Warren Vandergeld
- Rochelle Aytes (VF : Annie Milon ; VQ : Violette Chauveau) : Denise Porter
- Maitland Ward (VF : Véronique Volta ; VQ : Camille Cyr-Desmarais) : Brittany Wilson
- Anne Dudek (VF : Ilana Castro ; VQ : Viviane Pacal) : Tiffany Wilson
- John Reardon (VF : Damien Boisseau) : Heath
- Steven Grayhm (VF : Pascal Nowak) : Russ
- Drew Sidora : Shaunice
- Casey Lee : Tony
- Kevin Blatch : Aubrey
- David Lewis : Josh
- Suzy Joachim : Elaine Vandergeld

## Distinctions

### Nominations
- Razzie Awards :
  - Razzie de la pire société de production pour Columbia Pictures
  - Razzie de la pire actrice pour Shawn Wayans et Marlon Wayans
  - Razzie du pire couple pour Shawn Wayans et Marlon Wayans
  - Razzie du pire réalisateur pour Keenen Ivory Wayans
  - Razzie du pire scénario pour Keenen Ivory Wayans, Shawn Wayans, Marlon Wayans, Andy McElfresh, Michael Anthony Snowden & Xavier Cook